# Жагала Віктор Макарович
Віктор Макарович Жагала (нар. 7 (20) серпня 1911, Драбів — 18 лютого 1987) — радянський офіцер-артилерист, Герой Радянського Союзу (1943).

## Біографія
Народився 7 (20 серпня) 1911 року на станції Драбове Південно-Західної залізниці (нині селище міського типу Драбів Черкаської області) в родині службовця. Українець. Отримав неповну середню освіту. Працював на Сумсько-Степанівському цукровому заводі.
У Червоній армії з листопада 1929 року. У 1932 році закінчив Сумську артилерійську школу імені М. В. Фрунзе. З червня 1932 року — командир взводу і помічник командира батареї артдивізіону 57-го стрілецького полку 19-ї стрілецької дивізії Московського військового округу. З грудня 1934 року — командир взводу полкової школи 19-го артилерійського полку того ж округу у Воронежі. З жовтня 1936 року — начальник зв'язку артдивізіону, з грудня 1936 — командир батареї 2-го корпусного артилерійського полку в Білоруському військовому окрузі. З листопада 1939 року — на навчанні. Член ВКП(б) з 1939 року.
У липні 1941 року капітан В. М. Жагала закінчив командний факультет Артилерійській академії імені Ф. Е. Дзержинського. Відразу призначений командиром дивізіону 881-го артилерійського полку Резерву Головного Командування, що формувався в Московському військовому окрузі.
На фронтах німецько-радянської війни з серпня 1941 року, коли полк був переданий в 54-ту армію Ленінградського фронту. З вересня 1941 року — командир дивізіону гаубичного артполку Резерву Головного Командування. З березня 1942 року — начальник штабу, з травня 1942 року — заступник командира 21-го армійського артилерійського полку 54-ї армії Ленінградського і Волховського фронтів. Брав участь в Ленінградській оборонній операції (серпень-вересень 1941), в Сенявінській наступальній (жовтень 1941) і в ряді інших операцій по обороні Ленінграда і спробах прориву блокади міста.
З серпня 1942 року вже підполковник В. М. Жагала — командир 1107-го гарматного артилерійського полку Резерву Головного Командування 1-ї артилерійської дивізії Резерву Головного Командування. Полк вів бойові дії в смузі 24-ї, потім 21-ї армії Південно-Західного фронту на донському плацдармі під станицею Клетською. Учасник оборонного і наступального етапів Сталінградської битви.
З лютого 1943 року — на Центральному фронті. Чотири місяці полк Жагали стояв в обороні під селом Тросним, підтримуючи одне із з'єднань 70-ї армії. Учасник Курської битви.
З серпня 1943 року В. М. Жагала — командир 3-ї гвардійської легкої артилерійської бригади 70-ї армії того ж фронту. Учасник Орловської та Чернігівсько-Прип'ятської наступальних операцій.
Брав участь у битві за Дніпро. В ніч на 3 жовтня 1943 року його бригада переправилася через Дніпро біля села Староглибова Козелецького району Чернігівської області і сприяла прориву оборони противника на правому березі річки. У боях за розширення плацдарму з 5 по 7 жовтня 1943 року в районі села Губина Чорнобильського району Київської області відбила 12 контратак противника.
Указом Президії Верховної Ради СРСР від 17 жовтня 1943 року за успішне форсування Дніпра, міцне закріплення плацдарму на його західному березі і проявлені при цьому відвагу і геройство гвардії полковнику Віктору Макаровичу Жагалі було присвоєно звання Героя Радянського Союзу з врученням ордена Леніна і медалі «Золота Зірка» (№ 1 901).
Потім на чолі бригади брав участь у Київській наступальній і в Київській оборонній, в Рівненсько-Луцькій, Корсунь-Шевченківській, Львівсько-Сандомирській, Вісло-Одерській, Нижньо-Сілезькій, Берлінській і Празькій наступальних операціях. З 16 квітня по 20 травня 1944 року тимчасово виконував обов'язки командира 1-ї гвардійської артилерійської дивізії прориву РГК по причині поранення її командира.
Після війни продовжував службу в Радянській Армії. Командував тієї ж бригадою в Центральній групі військ (Австрія). З червня 1946 року — інспектор артилерії Головної інспекції сухопутних військ. З травня 1947 року — начальник Центральної бази боєприпасів № 357 Головного артилерійського управління Збройних сил. З листопада 1960 року полковник В. М. Жагала — в запасі.
У 1966 році закінчив Всесоюзний заочний інститут залізничного транспорту. Працював старшим інженером зв'язку заводу залізничного транспорту в місті Брянську. Автор книги «Расчищая путь пехоте». Помер 18 лютого 1987 року. Похований на Радянському кладовищі в Брянську.

## Нагороди
Нагороджений двома орденами Леніна (17 жовтня 1943, …), чотирма орденами Червоного Прапора (6 лютого 1943, …), орденами Кутузова 2-го ступеня (6 квітня 1945), Богдана Хмельницького 2-го ступеня (10 січня 1944), Вітчизняної війни 1-го (11 травня 1985) та 2-го (29 серпня 1943) ступенів, Червоної Зірки (3 листопада 1944), медалями «За оборону Ленінграда», «За оборону Сталінграда», іншими медалями.